# Synsepalum stipulatum
Synsepalum stipulatum är en tvåhjärtbladig växtart som först beskrevs av Ludwig Radlkofer, och fick sitt nu gällande namn av Adolf Engler. Synsepalum stipulatum ingår i släktet Synsepalum och familjen Sapotaceae. Inga underarter finns listade i Catalogue of Life.